# Alan Rotherham
Alan Rotherham (31. července 1862 Coventry – 30. srpna 1898 Marylebone) byl anglický ragbista, který hrál jako mlýnová spojka. Je považovan za hráče, díky kterému začaly mlýnové spojky tvořit svými přihrávkami spojení mezi útočníky a obránci. V roce 2011 byl jmenován do Světové ragbyové síně slávy.
Za anglickou reprezentaci odehrál 12 zápasů (1882–1887), třikrát byl kapitanem a ve 2 případech položil šišku do soupeřova brankoviště (try). S reprezentací vyhrál 8 zápasů. V roce 1883 a 1884 vyhrál Turnaj 4 národů s účastí Skotska, Irska a Walesu. Na klubové úrovni hrál v Anglii za Oxfordskou univerzitu (1880–1885), Coventry RFC (1885–1892) a jeho posledním klubem byl Richmond Rugby (1892–1898). 
Byl vystudovaný pravník. Měl 4 sourozence. Ve 36 letech spáchal sebevraždu.